# TUE Série 900 (RFFSA)
O TUE Série 900 (RFFSA) é um trem unidade elétrico adquirido pela RFFSA em 1977 e operado até os dias atuais pela concessionária SuperVia.

## História

### Projeto e fabricação (1978-1981)
Após vários tumultos e quebra-quebras promovidos por passageiros descontentes com as falhas e acidentes frequentes dos trens dos subúrbios do Rio de Janeiro (como os acidentes de Magno em 1975 e Comendador Soares em 1977), o presidente Geisel ordenou à RFFSA que realize um programa emergencial de melhorias nos subúrbios da empresa.
Assim, a RFFSA iniciou a contratação de obras para reconstruir estações, trocar a sinalização existente (que datava de 1937) , modernizar os sistemas elétricos, via permanente e, principalmente adquirir novos trens. Dessa forma foram adquiridos os seguintes trens:
| Fabricante/série          | Quantidade (TUE) | Entrega da primeira unidade | Custo           | Financiador |
| ------------------------- | ---------------- | --------------------------- | --------------- | ----------- |
| Hitachi (Série 500)       | 30               | 11 de maio de 1977          | Cr$ 600 milhões | N/D         |
| Mafersa (Série 700)       | 30               | 27 de fevereiro de 1981     | Cr$ 5,2 bilhões | BNDES       |
| Santa Matilde (Série 800) | 60               | agosto de 1980              | Cr$ 5,2 bilhões | BNDES       |
| Cobrasma (Série 900)      | 30               | agosto de 1980              | Cr$ 5,2 bilhões | BNDES       |
| Total                     | 150              |                             | Cr$ 5,8 bilhões |             |

Os trens da série 900 foram adquiridos junto à Cobrasma em uma grande concorrência que incluiu a aquisição das séries 700 e 800, parte de uma encomenda de Cr$ 5,2 bilhões. Para realizar a fabricação dos 30 trens, a Cobrasma se aproveitou da sociedade técnica com o consórcio francês Francorail (que já havia colaborado com a Cobrasma na fabricação dos 100 trens série 5000 para a Fepasa). Fabricados entre 1978 e 1981, o primeiro trem foi entregue para a RFFSA em agosto de 1980.

## Operação (Rio de Janeiro)

### RFFSA/CBTU (1980-1994)

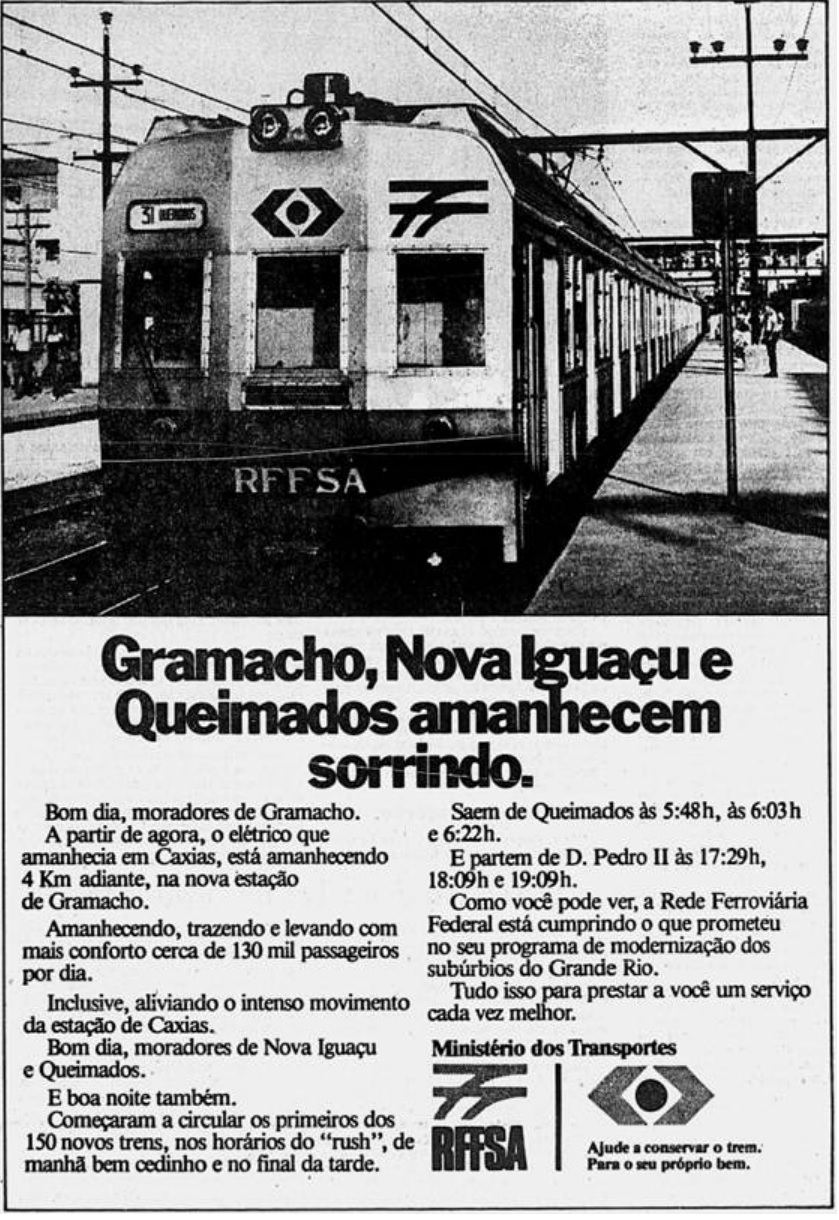
Anúncio da entrada em operação dos trens Série 900, 1981.

Os primeiros trens entraram em operação nos subúrbios do Rio de Janeiro em 27 de fevereiro de 1981. Menos de três depois são repassados para a CBTU. Em meados de 1983 alguns trens da Série 900 são transferidos para São Paulo para atender a uma demanda emergencial. Em 1986 a CBTU registrou em seu relatório anual um baixo desempenho da Séries 800 e 900 como um dos principais problemas da empresa no Rio de Janeiro, comprometendo o cumprimento de viagens. Era o início de um corolário de falhas oriundas de defeitos de projeto/fabricação. Por conta disso, em 1988, 17 carros tiveram de passar por reabilitação precoce.
| Ano                               | Disponibilidade (%) |
| --------------------------------- | ------------------- |
| 1983                              | 85,8                |
| 1984                              | 85,9                |
| 1985                              | 81,4                |
| 1986                              | 81                  |
| 1987                              | 86                  |
| 1988                              | 80                  |
| 1989                              | 66                  |
| Disponibilidade média (1983-1989) | 80,8 %              |

A situação econômica da CBTU se agravou em 1990, ao ponto de apenas 40% de toda a sua frota estar disponível para operar. Dos 150 trens-unidade (30 Série 700, 60 Série 800 e 30 Série 900) adquiridos em 1977, apenas 50 estavam em condições de operar. Em 1993, a CBTU lançou uma licitação emergencial para recuperar 12 trens-unidade Série 900 que se encontravam imobilizados por falta de peças. O processo não foi adiante por conta da falta de verbas, sendo retomado pela Flumitrens(sucessora da CBTU) em 1998

### Flumitrens (1994-1998)
Após assumir as linhas e frota da CBTU-RJ em dezembro de 1994, a Flumitrens licitou contratos de revisão pneumática e dos truques de 18 trens-unidade da Série 900. Posteriormente foram revisados 50 motores elétricos de tração e 40 grupos geradores da Série 900, suficientes para equipar 25 trens-unidade.
Em 1998, dentro do Âmbito do Programa Estadual de Transportes (PET), a Flumitrens iniciou a remobilização de 12 trens unidade que se encontravam parados, rebatizando-os Série 9000.

### SuperVia (1998-atualmente)
A SuperVia assumiu a rede e a frota da Flumitrens em fins de 1998, incluindo 26 trens (104 carros) da Série 900. Através do PET, todas as unidades restantes da Série 900 foram reformadas, de forma que a frota ficou dividida da seguinte maneira:
| Série | Reforma | Ano  | TUE | Carros |
| ----- | ------- | ---- | --- | ------ |
| 9000  | ADTranz | 1997 | 12  | 48     |
| 900R  | Inepar  | 2001 | 6   | 24     |
| 900AC | Inepar  | 2002 | 8   | 32     |
| Total |         |      | 26  | 104    |

Em 2018, parte dessa frota ainda era utilizada, embora em número cada menor , nas linhas Santa Cruz, Japeri e Belford Roxo.

## Operação (Belo Horizonte)
Por conta da inauguração do Metrô de Belo Horizonte, a CBTU transferiu um trem da Série 900 (Trem unidade 932) do Rio de Janeiro para Belo Horizonte em 1986 com o objetivo de compor a frota de reserva operacional. O trem série 900 operou em Belo Horizonte até 1989, quando foi devolvido para a CBTU-RJ.

## Operação (São Paulo)
A operação da RFFSA em São Paulo enfrentou os mesmo problemas do Rio: falhas por falta de manutenção, pouco investimento e poucos trens. Assim, quando a CBTU assumiu o sistema de São Paulo, solicitou a direção da empresa 25 novos trens-unidade (Série 700). Para atender de forma emergencial a demanda, a CBTU-RJ cedeu alguns trens da Série 900 entre 1985 e 1988, quando 23 dos 25 TUE Série 700 haviam sido entregues. Em fins de 1988, os Série 900 foram devolvidos para a CBTU-RJ.
| Ano                               | Disponibilidade (%) |
| --------------------------------- | ------------------- |
| 1985                              | 78                  |
| 1986                              | 74                  |
| 1987                              | 82                  |
| 1988                              | 71                  |
| Disponibilidade média (1985-1988) | 76,25 %             |